# Watson (Luisiana)
Watson es un lugar designado por el censo de la parroquia de Livingston, Luisiana, Estados Unidos. Según el censo de 2020, tiene una población de 956 habitantes.
En los Estados Unidos, un lugar designado por el censo (traducción literal de la frase en inglés census-designated place, CDP) es una concentración de población identificada por la Oficina del Censo exclusivamente para fines estadísticos.

## Geografía
Está ubicado en las coordenadas 30°34′30″N 90°57′3″O / 30.57500, -90.95083. Según la Oficina del Censo de los Estados Unidos, tiene una superficie de 2.48 km², correspondientes en su totalidad a tierra firme.

## Demografía
Según el censo de 2020, hay 956 personas residiendo en la zona. La densidad de población es de 385.48 hab./km². El 89.64% de los habitantes son blancos, el 2.09% son afroamericanos, el 0.42% son amerindios, el 0.63% son asiáticos, el 0.10% es isleño del Pacífico, el 0.63% son de otras razas y el 6.49% son de una mezcla de razas. Del total de la población el 4.60% son hispanos o latinos de cualquier raza.